# Vĩnh Sính
Vĩnh Sính (1944 – 1 tháng 1 năm 2014) là một nhà sử học người Việt Nam sinh sống và làm việc tại Canada. Ông được biết tới nhiều nhất qua các công trình nghiên cứu về lịch sử Việt Nam và lịch sử Nhật Bản cận đại và hiện đại.

## Tiểu sử
Vĩnh Sính sinh năm 1944 tại Huế trong một gia đình thuộc dòng dõi hoàng tộc Nhà Nguyễn. Vĩnh Sính học đại học tại Tokyo, Nhật Bản rồi sau đó lấy bằng thạc sĩ và tiến sĩ tại Đại học Toronto, Canada chuyên ngành lịch sử Nhật Bản.
Vĩnh Sính qua đời ngày 1 tháng 1 năm 2014. Vợ chồng Vĩnh Sính và Kyoko có một con trai.

## Sự nghiệp
Sau khi lấy bằng tiến sĩ, Vĩnh Sính tham gia nghiên cứu và giảng dạy lịch sử Nhật Bản và Việt Nam tại Khoa Lịch sử và Kinh điển, Đại học Alberta, Canada từ năm 1983. Ông đã viết, biên tập, và dịch thuật trên mười đầu sách, trong đó có nhiều tác phẩm đáng chú ý về cuộc đời Phan Bội Châu, Phan Châu Trinh, Phong trào Đông Du, trường Đông Kinh Nghĩa Thục và quan hệ giữa các phong trào yêu nước Việt Nam cuối thế kỷ 19, đầu thế kỷ 20 với Nhật Bản. Ông cũng đã cho ra đời khoảng 70 bài báo khoa học cùng các sản phẩm khoa học khác. Với các công trình khoa học lịch sử của mình, Vĩnh Sính đã được trao nhiều giải thưởng như "Canada-ASEAN Southeast Asia Policy Paper Award" (1993) hay "Canada Council's Canada-Japan Book Award" (1990).
Một số công trình đáng chú ý của Vĩnh Sính có thể kể tới:
- Tokutomi Sohô: The Later Career, University of Toronto-York University Joint Centre on Modern East Asia, 1986
- Phan Bội Châu and the Đông Du Movement, Yale Center for International and Area Studies, 1987 (biên tập)
- The Future Japan, University of Alberta Press, 1989 (dịch và biên tập)
- Tokutomi Sohô: A Critical Biography, Iwanami Shoten, 1994
- Overturned Chariot: The Autobiography of Phan Bội Châu, University of Hawai'i Press, 1999 (dịch và biên tập)
- Phan Châu Trinh and His Political Writings, Cornell University-Southeast Asia Program, 2009 (dịch và biên tập)